# Kobra wodna
Kobra wodna (Naja annulata) – gatunek jadowitego węża z rodziny zdradnicowatych (Elapidae).
WystępowanieWystępuje w Kamerunie, Gabonie, Demokratycznej Republice Konga, Kongu, Angoli, Republice Środkowoafrykańskiej, Tanzanii, Gwinei Równikowej, Rwandzie, Burundi i Zambii.
PodgatunkiWyróżniono dwa podgatunki N. annulata:
- N. annulata annulata
- N. annulata stormsi